# Flottille de la Volga

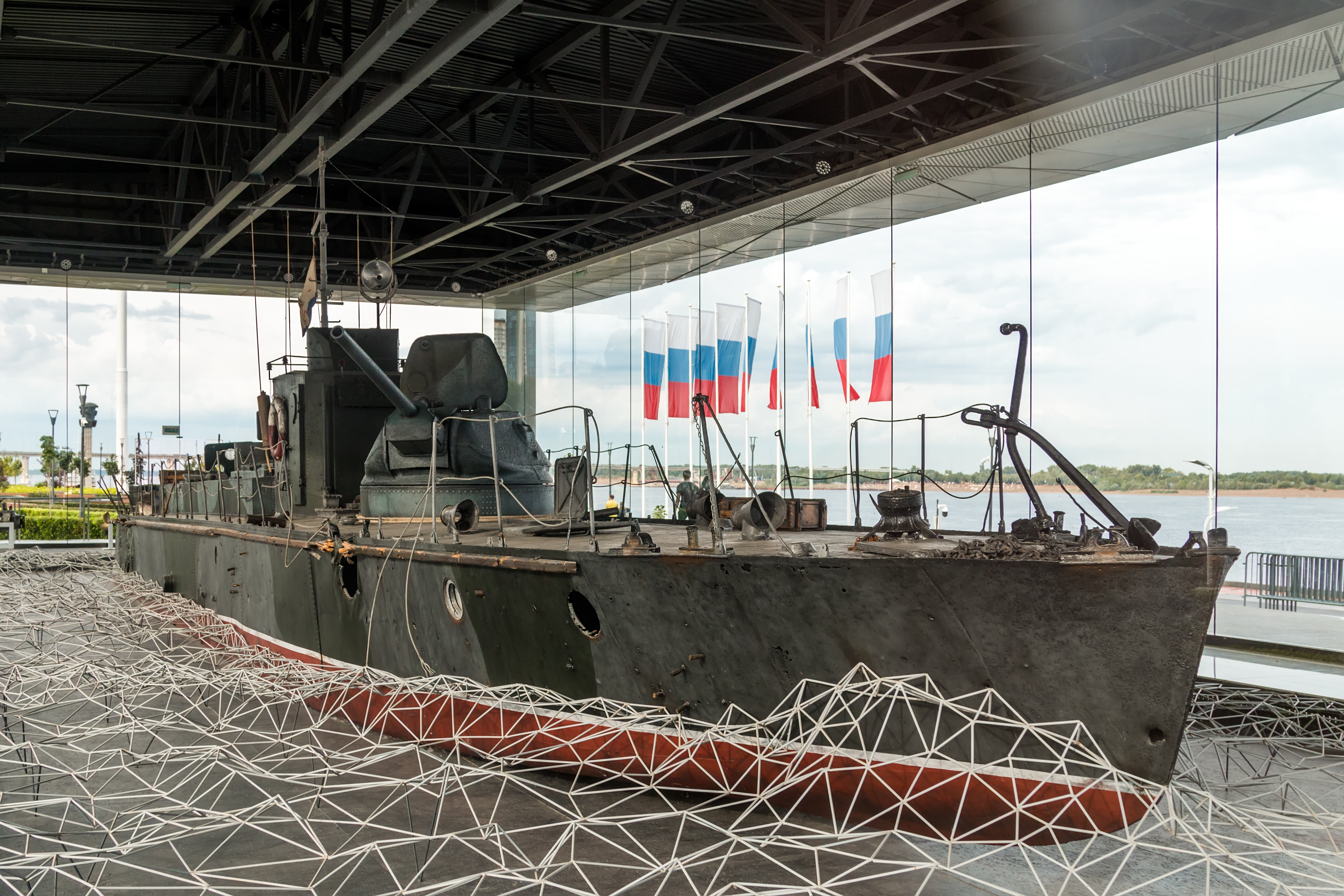

La Flottille de la Volga (en russe : Волжская военная флотилия) était une unité de marine fluviale de la marine soviétique durant la guerre civile russe et la Grande Guerre patriotique.

## Historique opérationnel

### Grande guerre patriotique
La flottille de la Volga est formée lors de la Grande Guerre Patriotique en Octobre 1941. 
La flottille se composait de :
- sept canonnières
- 14 vedettes blindées
- 33 bateaux
- des dragueurs de mines
- deux batteries anti-aériennes flottantes
- une batterie de chemin de fer
- deux bataillons de marine.

Initialement, la flottille était basée à Stalingrad, mais en mars 1942 elle est déplacée à Oulianovsk.
Avant la bataille de Stalingrad la flottille a un rôle de déminage et de protection contre l'aviation.  
À partir du 25 juillet 1942 la flottille est subordonnée au Front de Stalingrad. Ses missions comprennent : l'appui feu aux troupes de l'Armée rouge, l'acheminement dans la ville de Stalingrad des renforts et du ravitaillement en armes, vivres et munitions et de  l'évacuation des blessés et des civils (femmes et enfants). 
Durant la bataille de Stalingrad la flottille de la Volga a acheminé plus de 90 000 soldats, 13 000 tonnes de fret et évacué 25 000 personnes.
Pour le courage et l'héroïsme montrés lors de la bataille les deux bataillons de la flottille ont été promus au rang d'unités de la garde, et les canonnières Ousyskine et Tchapaïev ont reçu l'ordre du Drapeau rouge.
Une fois terminée la bataille de Stalingrad la plupart des navires de guerre de la flottille ont été transférés vers la mer d'Azov et la flottille du Dniepr, La flottille de la Volga ne conservant que  deux dragueurs de mines afin de dégager le chenal de la Volga.
La flottille de la Volga a été dissoute en juin 1944 une fois achevée les opérations de déminage.

## Liste des commandants
Les commandants:
- Capitaine S.G. Sapojnikov (octobre-novembre 1941, par intérim)
- Contre-amiral P.V. Vorobyov (novembre 1941 - Février 1942, par intérim)
- Contre-amiral D.D. Rogatchev (février 1942 - mai 1943)
- Contre-amiral Y.A. Panteleïev (mai-décembre 1943)
- Capitaine A.P. Smirnov (décembre 1943 - juin 1944)